# Roef (scheepsterm)

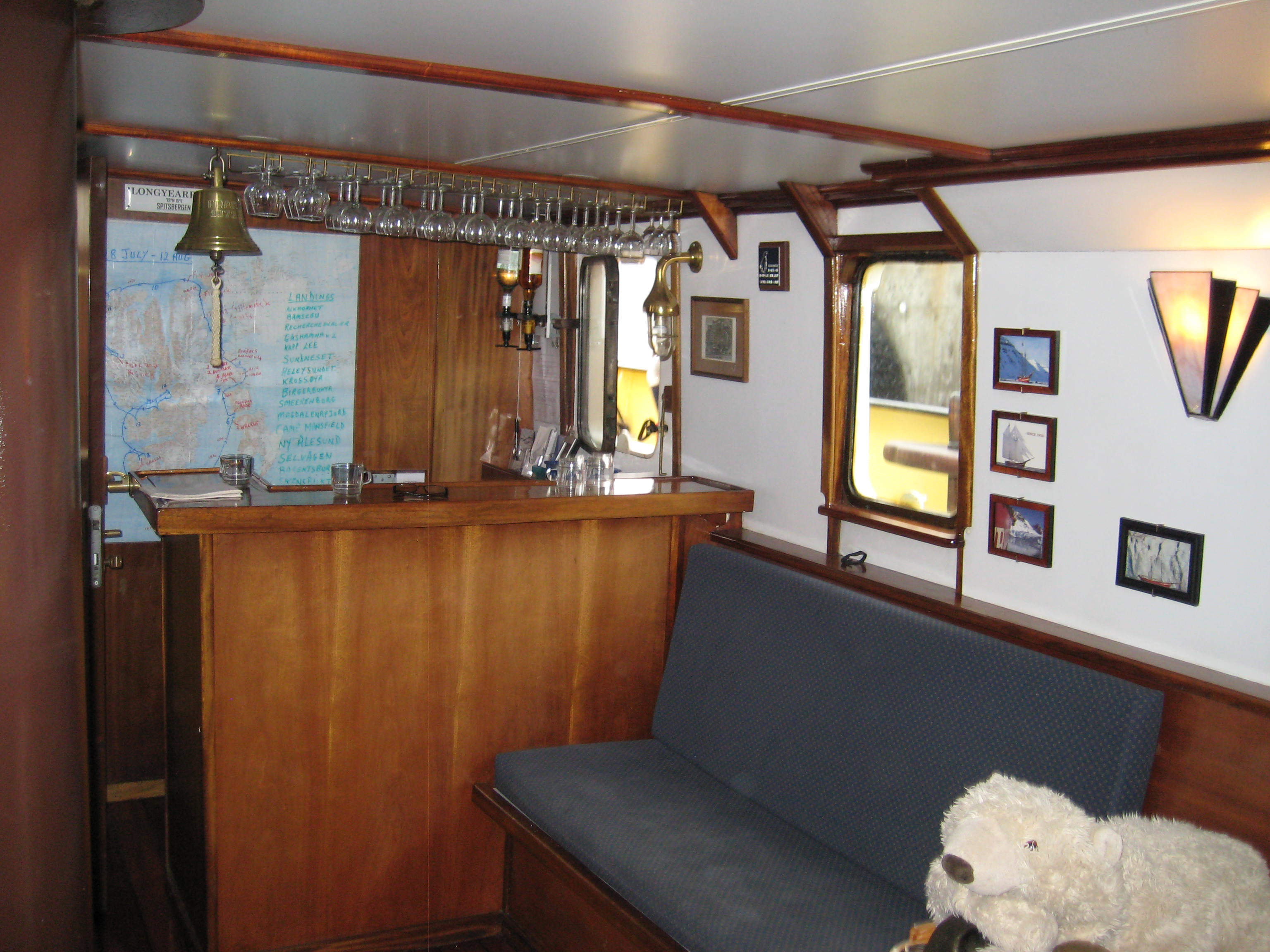
De roef van het zeilschip Noorderlicht

Roef (meervoud: roeven) is de scheepsterm voor de woonst of woning op een schip, het onderkomen voor de schipper en het gezin. De benaming "roef" wordt gebruikt voor binnenvaartschepen. De zeeschepen hadden hun hutten of kajuiten. 
In de middeleeuwen en later in de renaissanceperiode waren de trekschuiten op de rivieren verre van comfortabel voor de bewoners. Er was een kleine roef waar onderdeks een groot gezin in leefde. Deze schepen waren geheel van hout en ook de woonst was van hout, met kleine klapraampjes. Een tafel stond middenin, met stoelen. De ouders sliepen in het alkoofbed, terwijl de kinderen met drie of  vier bijeen sliepen in de "achteronder". Dit is een lager gelegen plaats onder de roef. De allerkleinsten sliepen zelfs in de kastschuiven (grote laden), als er meerdere kinderen aan boord waren. Sommige gezinnen hadden 8, 10 tot meerdere kinderen. De schippersvrouw moest dan buiten aan het kombuis koken of buiten de was doen. Het gezin leefde het grootste deel van de dag buiten tot 's avonds, dan ging men naar binnen om te eten en te slapen. Deze situatie bleef duren tot het begin van de 20e eeuw. De lichters waren toen nog met een grote mast en driehoekzeil uitgerust. Achter de luiken van het laadruim was de houten roef voorzien. Deze zeilvrachtschepen kan men tegenwoordig als varend monument nog tegenkomen. Een goed voorbeeld is bijvoorbeeld het skûtsje. 
Later zijn de woonsten van ijzer en voorzien van grotere rechthoekige ramen, die met een schuif konden worden dichtgezet. De roef aan de den. Bij het vervangen van de helmstok door een stuurwiel in een stuurhut spreekt men bij zo'n roef dan ook wel over een theehut. Het was dan ook een grote verbetering van het comfort voor het schippersgezin toen de verbrandingsmotor voor de voortstuwing werd ingevoerd. Die vroeg plaats achter in het schip. De oplossing werd de stuurhut naar voren te verplaatsen, boven de motor, met een ingang naar de roef er achter: het luxemotorschip. 
Bij moderne binnenschepen is het niet vreemd als ook over de roef als een woning wordt gesproken. De Sendo Liner, het eerste emissieloze binnenschip van 110x11,4 meter, heeft in de achterroef zes slaapkamers.